# Eleição municipal de Vitória da Conquista em 1992
A eleição municipal da cidade brasileira de Vitória da Conquista ocorreu em 3 de outubro de 1992 para eleger um prefeito, um vice-prefeito e 19 vereadores que foram responsáveis pela administração da cidade baiana no mandato que se iniciou em 1° de janeiro de 1993 e terminou em 31 de dezembro de 1996. O prefeito titular era Murilo Mármore, do Partido Socialista Brasileiro.
O prefeito eleito foi José Fernandes Pedral Sampaio, do Partido Socialista Brasileiro. Candidato do prefeito em exercício, já havia exercido a função de prefeito de Vitória da Conquista por dois mandatos, o primeiro deles interrompido por sua cassação pela ditadura militar brasileira. Pedral foi eleito em turno único, com 35.488 votos, que representou 49,31% dos votos válidos da eleição, derrotando Raul Ferraz, do Partido do Movimento Democrático Brasileiro que também fora prefeito do Município.
Pedral tinha como vice a advogada e Deputada estadual Margarida Oliveira, do Partido da Frente Liberal, nome que representava o grupo liderado pelo senador Antônio Carlos Magalhães no município. Por decisão pessoal de permanecer na Assembleia Legislativa da Bahia, Margarida renunciou ao mandato antes mesmo de assumi-lo.

## Candidatos
| Nº | Prefeito     | Prefeito                                    | Prefeito | Prefeito                                                                 | Vice-prefeito(a) | Vice-prefeito(a) | Vice-prefeito(a)                                      | Vice-prefeito(a) | Vice-prefeito(a)                                    | Coligação Partido(s)                                                     | Ref.        |
| Nº | Candidato(a) | Candidato(a)                                | Partido  | Cargos relevantes                                                        | Candidato(a)     | Candidato(a)     | Candidato(a)                                          | Partido          | Cargos relevantes                                   | Coligação Partido(s)                                                     | Ref.        |
| -- | ------------ | ------------------------------------------- | -------- | ------------------------------------------------------------------------ | ---------------- | ---------------- | ----------------------------------------------------- | ---------------- | --------------------------------------------------- | ------------------------------------------------------------------------ | ----------- |
| 15 |              | Raul Ferraz Raul Carlos Andrade Ferraz      | PMDB     | - Deputado Federal pela Bahia                                            |                  |                  | Alvinéia Matos Alvinéia Norberto da Silva Matos       | PDT              | - Primeira-Dama de Vitória da Conquista (1973-1977) | Conquista somos nós PMDB, PDT                                            | [ 2 ] [ 3 ] |
| 17 |              | Toninho Cruzes Antônio Cruzes               | PDC      |                                                                          |                  |                  | Desconhecido                                          |                  |                                                     | Partido Isolado                                                          |             |
| 40 |              | Pedral José Fernandes Pedral Sampaio        | PSB      | - Prefeito de Vitória da Conquista (1963-1964), (1983-1987), (1988-1989) |                  |                  | Margarida Oliveira Margarida Maria Lisbôa de Oliveira | PFL              | - Deputada Estadual pela Bahia                      | Conquista acima de tudo PSB, PFL, PDS, PTB, PL, PRN, PTR, PSC, PSDB, PPS | [ 1 ] [ 4 ] |
| 43 |              | Guilherme Menezes Guilherme Menezes Andrade | PV       | - Secretário de Saúde de Vitória da Conquista (1991-1992)                |                  |                  | Zé Raimundo José Raimundo Fontes                      | PT               |                                                     | PV, PT, PCdoB                                                            | [ 2 ]       |

## Pesquisas Eleitorais
|                     | Período      | Período      | Período      |
| ------------------- | ------------ | ------------ | ------------ |
| Candidato           | 19 a 26/7/92 | 13 a 21/9/92 | 21 a 23/9/92 |
| José Pedral Sampaio | 28,02%       | 21,47%       | 31,81%       |
| Raul Ferraz         | 9,4%         | 16,25%       | 26,35%       |
| Guilherme Menezes   | 1,62%        | 3,98%        | 6,96%        |
| Antônio Cruzes      | Não Consta   | 0,30%        | 1,21%        |
| Votos em Branco     | Não Consta   | Não Consta   | Não Consta   |
| Votos Nulos         | 22,4%        | 11,38%       | 10%          |
| Indecisos           | 38,56%       | 46,62%       | 23,66%       |

|                     | Período      | Período      |
| ------------------- | ------------ | ------------ |
| Candidato           | 16 a 25/8/92 | 8 a 6/9/1992 |
| José Pedral Sampaio | 5,93%        | 17,76%       |
| Raul Ferraz         | 1,78%        | 8,5%         |
| Guilherme Menezes   | 0,44%        | 2,43%        |
| Antônio Cruzes      | Não Consta   | 0,97%        |
| Clóvis Flores       | Não Consta   | Não Consta   |
| Votos Nulos         | 27,59%       | 23,61%       |
| Indecisos           | 64,26%       | 46,73%       |

## Resultado
| Candidato                 | Vice                     | 1° turno 3 de outubro de 1992 | 1° turno 3 de outubro de 1992 |
| Candidato                 | Vice                     | Votação                       | Votação                       |
| Candidato                 | Vice                     | Total                         | %                             |
| ------------------------- | ------------------------ | ----------------------------- | ----------------------------- |
| José Pedral Sampaio (PSB) | Margarida Oliveira (PFL) | 35.488                        | 49,31%                        |
| Raul Ferraz (PMDB)        | Alvinéia Matos (PDT)     | 20.286                        | 28,18%                        |
| Guilherme Menezes (PV)    | Zé Raimundo (PT)         | 13.883                        | 19,29%                        |
| Antônio Cruzes (PDC)      | -                        | 2.318                         | 3,22%                         |
| → Total de votos válidos  | → Total de votos válidos | 71.975                        | 100%                          |
| → Votos em branco         | → Votos em branco        | -                             | -                             |
| → Votos nulos             | → Votos nulos            | -                             | -                             |
| Total                     | Total                    | 88.545                        | 75,98%                        |
| Abstenções                | Abstenções               | 16.570                        | 14,22%                        |
| Total de Inscritos        | Total de Inscritos       | 116.533                       | 100%                          |

## Vereadores eleitos
Para o quadriênio 1993-1996 foram eleitos 19 vereadores.
| Vereadores eleitos em Vitória da Conquista - 1992 | Vereadores eleitos em Vitória da Conquista - 1992 | Vereadores eleitos em Vitória da Conquista - 1992 |
| Candidato (a)                                     | Partido                                           | Votos                                             |
| ------------------------------------------------- | ------------------------------------------------- | ------------------------------------------------- |
| Wilson Feitosa                                    | PDS                                               | 2.041                                             |
| José Willian Oliveira Nunes                       | PSDB                                              | 1.795                                             |
| Lúcia Rocha                                       | PSB                                               | 1.744                                             |
| Antônio Nápoli                                    | PL                                                | 1.717                                             |
| Ivonilton Gonçalves                               | PSDB                                              | 1.511                                             |
| Vitalino Bispo                                    | PSB                                               | 1.232                                             |
| Issac Nunes                                       | PSB                                               | 1.201                                             |
| Vivi Mendes                                       | PDT                                               | 1.118                                             |
| Edvaldo Ferreira                                  | PMDB                                              | 1.066                                             |
| Arlindo Santos Rebouças                           | PDT                                               | 1.026                                             |
| Welllington Jurema                                | PDT                                               | 1.016                                             |
| Diná Carvalho                                     | PSB                                               | 1.013                                             |
| Edmilson do Prado                                 | PSDB                                              | 1.001                                             |
| Álvaro Pithon Brito                               | PSDB                                              | 996                                               |
| Roberto Oliveira                                  | PFL                                               | 961                                               |
| Paulo César Aguiar Brito                          | PSDB                                              | 938                                               |
| Abelmiro Freire Sena                              | PDT                                               | 873                                               |
| Hermínio Oliveira                                 | PL                                                | 650                                               |
| Otavio Santa Rosa                                 | PDC                                               | 626                                               |

## Referência
1. 1 2  «Margarida Oliveira: A primeira deputada de Conquista». BLOG DO ANDERSON. 6 de junho de 2011. Consultado em 29 de julho de 2024
2. 1 2 3 4  de Jesus Souza, Belarmino (Dezembro de 2020). «UMA CIDADE DO SERTÃO EM MEIO À DITADURA E À REDEMOCRATIZAÇÃO» (PDF). Edições UESB. Consultado em 28 de julho de 2024
3. ↑  «NOTA DE PESAR: Morre a professora Alvineia Cavalcanti, 84 anos, esposa de Jadiel Matos». Câmara Municipal de Vitória da Conquista. Consultado em 28 de julho de 2024
4. ↑  Bahia, Do G1 (16 de setembro de 2014). «Morre ex-prefeito de Vitória da Conquista». Bahia. Consultado em 29 de julho de 2024
5. 1 2  de Jesus Souza, Belarmino (2010). «UMA POLIS SERTANEJA, FORA DO EIXO E FORA DO CENTRO: IMPRENSA E MEMÓRIA NAS DISPUTAS POLÍTICAS EM VITÓRIA DA CONQUISTA.» (PDF): 220. Consultado em 28 de julho de 2024